# Willy Rieckhoff
Willy Martin Eugen Rieckhoff (* 12. November 1900 in Hamburg; † 8. Januar 1973 ebenda) war ein deutscher Politiker und Mitglied der Hamburgischen Bürgerschaft für die SPD.

## Leben und Wirken
Rieckhoff absolvierte nach der Volksschule eine Versicherungslehre und besuchte die Abendschule, an der er die Mittlere Reife erlangte. Er war bis 1923 bei einer Versicherung angestellt und übte im Anschluss wechselnde Tätigkeiten aus. Ab 1926 arbeitete er, mit Unterbrechung von 1939 bis 1945 durch Teilnahme am Zweiten Weltkrieg, bei der Hamburger Hochbahn AG, zuletzt als Abteilungsleiter.
Rieckhoff war bereits vor 1933 in die SPD eingetreten, der er nach 1945 erneut angehörte. Seine politische Heimat war der SPD-Kreis Hamburg-Nord, der zweitgrößte der sieben Hamburger SPD-Kreise, dem seinerzeit  rund 10.000 Mitglieder angehörten. Zu Rieckhoffs Parteiämtern gehörten Kreisdelegierter, Landesdelegierter und Vorsitzender des Distrikts, wie in Hamburg die Ortsvereine der SPD heißen, Groß Borstel. Von 1954 bis 1956 amtierte er als Vorsitzender des SPD-Kreises Nord und als Vertreter des Kreises Mitglied im Landesvorstand, nachdem er zuvor bereits seit 1953 als Vertreter der Betriebsorganisation dem Kreisvorstand angehört hatte. Sein Vorgänger als Kreisvorsitzender war Willi Berkhan, sein Nachfolger der damalige Bundestagsabgeordnete Helmut Schmidt. Für Propaganda des Kreises zuständig zeichnete in dieser Zeit Helmuth Kern. Von 1957 bis 1970 wirkte Willy Rieckhoff als gewählter Abgeordneter in der Hamburgischen Bürgerschaft. Zudem war er ebenfalls von 1957 an bis zu seinem Tode 1973 Mitglied der Bezirksversammlung Hamburg-Nord, nachdem er bereits seit 1951 als zugewählter Bürger dem Bauprüfausschuss Eppendorf-Winterhude angehört hatte. 1965 wurde er als Nachfolger von Max Raloff zum Vorsitzenden der Bezirksversammlung gewählt. Er hatte dieses Amt bis zu seinem Tode im Januar 1973 inne. Zu seiner Nachfolgerin wählte die Bezirksversammlung seine Parteikollegin Ursula Preuhs.